# Produce 101 (1 сезон)
Produce 101 (кор. 프로듀스 101) — южнокорейское реалити-шоу на выживание 2016 года от телеканала Mnet. Это был крупномасштабный проект, в котором публика «формирует» юнит гёрл-группы, выбирая участниц из 101 стажера из 46 развлекательных компаний, а также концепцию группы, дебютную песню и название группы. У шоу был второй по величине бюджет всех шоу, произведенных Mnet приблизительно четырёх миллиардах вон (приблизительно 3,4 миллиона долларов).

## Концепция
Produce 101 — это проект женской группы по сотрудничеству с агентством, в котором участвуют 101 стажер из различных развлекательных компаний как в Южной Корее, так и за её пределами. Из 101 стажера 11 будут выбраны для формирования юнитов гёрл-группы. Группа будет исполнять четыре песни вместе в течение года и выпустит дебютный альбом под лейблом CJ E&M, но позже участница может присоединиться к женской группе, которую планируют их агентства. Стажеры начали жить вместе 5 декабря 2015 года. Они вышли на сцену для своей первой групповой миссии в студии CJ E&M в Ильсане 27 декабря 2015 года.
Для обучения девушек были приглашены несколько артистов: актёр-певец Чан Гён Сын в качестве наставника, вокалистка Brown Eyed Girls JeA и Ким Сон Ын в качестве преподавателей вокала, солистка Кахи с хореографом Бэ Ён Джун в качестве тренеров танцев и рэпер Cheetah для обучения рэпу. Кроме того, тренер Рей Ян отвечал за фитнес-тренировку девушек.

## Пред-шоу промоушен
Produce 101 был впервые показан в 453 эпизоде M! Countdown 17 декабря 2015 года. Группу представил Чан Гын Сок, и 98 из 101 участницы продемонстрировали свои таланты через песню «Pick Me».
С 18 по 25 декабря 101 участница были показаны через официальный сайт, Facebook, Instagram и Naver TV Cast. Каждая девушка была представлена с профилем, фотографиями и видео.
21 января 2016 года в конфиренц-центре в Ёыйдо, Сеул, состоялась презентация шоу. MC Чан Гын Сок, пять наставников и 97 из 101 стажеров присутствовали на презентации. В ходе мероприятия было выявлено, что группа девушек из Produce 101 с одиннадцатью участницами дебютируют под управлением YMC Entertainment.

## Конкурсантки
| Конкурсантки Produce 101 по порядку их финального ранга | Конкурсантки Produce 101 по порядку их финального ранга | Конкурсантки Produce 101 по порядку их финального ранга | Конкурсантки Produce 101 по порядку их финального ранга | Конкурсантки Produce 101 по порядку их финального ранга |
| ------------------------------------------------------- | ------------------------------------------------------- | ------------------------------------------------------- | ------------------------------------------------------- | ------------------------------------------------------- |
| Энник Соми Доума (전소미)                               | Ким Сечжон (김세정)                                     | Чхве Ючжон (최유정)                                     | Ким Чонха (김청하)                                      | Ким Сохе (김소혜)                                       |
| Чжоу Цзецюн (주결경)                                    | Чон Чэён (정채연)                                       | Ким Доён (김도연)                                       | Кан Мина (강미나)                                       | Лим Наён (임나영)                                       |
| Ю Ёнчжон (유연정)                                       | Хан Хёри (한혜리)                                       | Ли Сухён (이수현)                                       | Ким Наён (김나영)                                       | Ким Сохи (김소희)                                       |
| Юн Чэкён (윤채경)                                       | Ли Хэин (이해인)                                        | Пак Соён (박소연)                                       | Хи Хихён (기희현)                                       | Чон Соён (전소연)                                       |
| Чон ЫнУ (정은우)                                        | Кан Сира (강시라)                                       | Ым Ши Кай (응 씨 카이)                                  | Ким Даниэль (김다니)                                    | Пак Шиён (박시연)                                       |
| Хо Чанми (허찬미)                                       | Хван Инсон (황인선)                                     | Чон Хэрин (성혜민)                                      | Кан Йебин (강예빈)                                      | Ким Сохён (김서경)                                      |
| Ли Сумин (이수민)                                       | Ан Йесыль (안예슬)                                      | Ким Хенын (김형은)                                      | Ким Джуна (김주나)                                      | Квон Ынбин (권은빈)                                     |
| Кан Сивон (강시원)                                      | Ким Кёнвон (경원)                                       | Пак Хэён (박해영)                                       | Ли Субин (수빈)                                         | Ким Шихён (김시현)                                      |
| Чхве Юбин (유빈)                                        | Ким Минкён (김민경)                                     | Пак Сэхи (박세희)                                       | Ким Минчжи (김민지)                                     | Ким Минчжон (김민정)                                    |
| Чу Ёчжин (추예진)                                       | Чон Хэрим (정해림)                                      | Кан Кёнвон (강경원)                                     | О Сочжон (오서정)                                       | Ким Тэха (김태하)                                       |
| Пак Хаи (박하이)                                        | Пак Гаыль (박가을)                                      | Ю Суа (유수아)                                          | Ли Джинхи(이진희)                                       | Риса Ариёси (有吉りさ)                                  |
| Хван Аён (황아영)                                       | Им Чонмин (임정민)                                      | Ким Ёнкён(김연경)                                       | Ли Ынсо (이윤서)                                        | Шим Чэын (심채은)                                       |
| Кан Шихён (강시현)                                      | Ким Дачон (김다정)                                      | Ан Юми (안유미)                                         | Ким Шихён (김시현)                                      | Со Херин (서혜린)                                       |
| Хван Рию (황리유)                                       | Хван Сеён (황세영)                                      | Ким Джисон (김지성)                                     | Ким Сухён (김수현)                                      | Чхве Юбин (최은빈)                                      |
| Пак Минчжи (박민지)                                     | Нам Йеджи (함예지)                                      | Ким Мисо (김미소)                                       | Ким Учжон (김우정)                                      | Хо Сэм (허샘)                                           |
| Хан Джиён (한지연)                                      | Сиори Нива (니와 시오리)                                | Пьюн Кангу (편강윤)                                     | Ли Сухён (이수현)                                       | Ким Хонын (김홍은)                                      |
| Ким Дохи (김도희)                                       | Ким Сола (김설아)                                       | О Ханареум (오한아름)                                   | Ким Ючжи (김윤지)                                       | Ли Сочжон (이서정)                                      |
| Ким Чаён (김자연)                                       | Ли Черин (이채린)                                       | Чхве Юбин (최유빈)                                      | Катрин Ли (캐서린 리)                                   | Шин Хехён (신혜현)                                      |
| Нам Сучжин (남수진)                                     | Ким Соли (김솔이)                                       | Ли Сэхын (이세흔)                                       | Бан Джунхи (방준희)                                     | Юн Юдам (윤유담)                                        |
| Ким Босон (김보선)                                      | Мун Хёнджу (문현주)                                     | Ким Хаюн (김하윤)                                       | Йим Кюнха(임경하)                                       | Ма Ынджин (마은진)                                      |
| Лим Хесун (임효선)                                      |                                                         |                                                         |                                                         |                                                         |

## Противоречия
Противоречие возникло после того, как 16 февраля 2016 года Ilgan Sports обнародовал условия контракта между CJ E&M и агентствами Produce 101 для публики. Согласно контракту, агентствам и стажерам запрещено возбуждать судебные иски против манипулируемых изменений, внесенных в шоу и от раскрытия невыпущенной информации. Хотя агентства распределяют расходы на производство музыки, стажеры не получат оплату за участие в шоу, а CJ E&M получит половину прибыли от музыкальных релизов Produce 101, а агентства, представленные в релизе, поделятся остатком.
Партнер шоу заявил, что «было бы прискорбно, что содержание контракта было раскрыто», и подчеркнул, что условия, изложенные в контракте, «юридически распространены» и «сделаны для защиты редакционных прав производителей и предотвращения любых спойлеры шоу.»

## Ранг
11 лучших участниц конкурса были выбраны благодаря популярному онлайн-голосованию на домашней странице Produce 101 и голосованию в прямом эфире аудитории, показанном в конце каждого эпизода. Этот рейтинг определил 11 участниц, которые сформируют юнит гёрл-группы.
В течение первого и второго периода голосования зрителям разрешается выбирать 11 стажеров за голос, однако в третьем туре система изменилась только на одного стажера за голос.

### Первый период голосования
| Ранг | 1 эпизод (Онлайн голосование) | 2 эпизод (Онлайн голосование) | 3 эпизод (Онлайн голосование) | 4 эпизод (Живые голоса) | 4 эпизод (Живые голоса) | 5 эпизод (Общие голоса) | 5 эпизод (Общие голоса) |
| Ранг | 1 эпизод (Онлайн голосование) | 2 эпизод (Онлайн голосование) | 3 эпизод (Онлайн голосование) | Имя                     | Голоса                  | Имя                     | Голоса                  |
| ---- | ----------------------------- | ----------------------------- | ----------------------------- | ----------------------- | ----------------------- | ----------------------- | ----------------------- |
| 1    | Чон Соми                      | Чон Соми                      | Чон Соми                      | Ким Сечжон              | 1,204                   | Ким Сечжон              | 559,694                 |
| 2    | Ким Сечжон                    | Ким Сечжон                    | Ким Сечжон                    | Хван Суён               | 1,180                   | Чон Соми                | 528,772                 |
| 3    | Чжоу Цзецюн                   | Кан Мина                      | Кан Мина                      | Лим Наён                | 1,160                   | Чхве Ючжон              | 392,773                 |
| 4    | Чон Чэён                      | Чжоу Цзецюн                   | Ким Даниэль                   | Ким Джуна               | 1,137                   | Чжоу Цзецюн             | 387,537                 |
| 5    | Чон Ын У                      | Ким Наён                      | Ки Хихён                      | Ким Доён                | 1,125                   | Кан Мина                | 376,977                 |
| 6    | Ки Хихён                      | Ким Даниэль                   | Цжоу Цзецюн                   | Чон Соми                | 1,118                   | Км Хи                   | 294,540                 |
| 7    | Ким Даниэль                   | Хо Чанми                      | Ким Наён                      | Ким Минкён              | 1,117                   | Ким Даниэль             | 273,930                 |
| 8    | Кан Мина                      | Чон Чэён                      | Чхве Ючжон                    | Кан Йебин               | 1,100                   | Чон Чэён                | 251,469                 |
| 9    | Ким Наён                      | Ким Хихён                     | Хо Чанми                      | Пак Шиён                | 1,097                   | Ким Наён                | 250,552                 |
| 10   | Квон Ынбин                    | Квон Ынбин                    | Чон Чэён                      | Ким Шихён               | 1,088                   | Чон Соён                | 230,395                 |
| 11   | Чхве Ючжон                    | Чон Соён                      | Чон Соён                      | Пак Минчжи              | 1,087                   | Ким Сохё                | 227,670                 |

Примечания
- Рейтинг 5 эпизода является результатом объединения онлайн-голосов девушек и живых голосов из предыдущего эпизода.

### Второй и третий период голосования
| Ранг | Второй раунд                  | Второй раунд            | Второй раунд            | Третий раунд             | Третий раунд             |
| Ранг | 6 эпизод (онлайн голосование) | 8 эпизод (Общие голоса) | 8 эпизод (Общие голоса) | 10 эпизод (Общие голоса) | 10 эпизод (Общие голоса) |
| Ранг | 6 эпизод (онлайн голосование) | Имя                     | Голоса                  | Имя                      | Голоса                   |
| ---- | ----------------------------- | ----------------------- | ----------------------- | ------------------------ | ------------------------ |
| 1    | Ким Сечжон                    | Ким Сечжон              | 1,473,687               | Чон Соми                 | 380,783                  |
| 2    | Чхве Ючжон                    | Чхве Ючжон              | 1,286,447               | Ким Сечжон               | 131,612                  |
| 3    | Кан Мина                      | Кан Мина                | 1,212,720               | Чхве Ючжон               | 128,004                  |
| 4    | Чон Соми                      | Чон Соми                | 1,201,490               | Ким Сохё                 | 93,189                   |
| 5    | Ким Наён                      | Ким Наён                | 931,084                 | Ким Чонха                | 89,323                   |
| 6    | Чжоу Цзецюн                   | Чжоу Цзецюн             | 885,556                 | Ким Сохи                 | 54,538                   |
| 7    | Ким Сохи                      | Ким Доён                | 841,749                 | Ю Чэкён                  | 53,255                   |
| 8    | Ким Доён                      | Ким Сохе                | 833,101                 | Хан Хёри                 | 49,379                   |
| 9    | Ю Ёнчжон                      | Чон Чэён                | 696,808                 | Лим Наён                 | 48,110                   |
| 10   | Чон Чэён                      | Ю Ёнджон                | 684,660                 | Ю Ючжон                  | 45,985                   |
| 11   | Лим Наён                      | Лим Наён                | 665,898                 | Ким Доён                 | 44,873                   |

Примечания
- Рейтинг для 7 и 9 эпизодов не был показан из-за второго и третьего исключения.

### Результат
Во время последнего эпизода, вышедшего в эфир 1 апреля 2016 года, Чон Гён Сын объявил название юнита гёрл-группы: I.O.I (кор: 아이오 아이).
| Ранг | 11 эпизод (Total votes) | 11 эпизод (Total votes) | 11 эпизод (Total votes) |
| Ранг | Имя                     | Голоса                  | Компания                |
| ---- | ----------------------- | ----------------------- | ----------------------- |
| 1    | Чон Соми                | 858,333                 | JYP                     |
| 2    | Ким Сечжон              | 525,352                 | Jellyfish               |
| 3    | Чхве Ючжон              | 438,778                 | Fantagio                |
| 4    | Ким Чонха               | 403,633                 | MNH                     |
| 5    | Ким Сохё                | 229,732                 | RedLine                 |
| 6    | Чжоу Цзецюн             | 218,338                 | Pledis                  |
| 7    | Чон Чэён                | 215,338                 | MBK                     |
| 8    | Ким Доён                | 200,069                 | Fantagio                |
| 9    | Кан Мина                | 173,762                 | Jellyfish               |
| 10   | Лим Наён                | 138,726                 | Pledis                  |
| 11   | Ю Ёнчжон                | 136,780                 | Starship                |

## Дискография

### Песни
| Название                           | Год  | Высшая позиция | Продажи        | Альбом              |
| Название                           | Год  | KOR            | Продажи        | Альбом              |
| ---------------------------------- | ---- | -------------- | -------------- | ------------------- |
| «Pick Me»                          | 2015 | 9              | - KOR: 893,723 | Non-album single    |
| «24 Hours» (Make Some Noise)       | 2016 | 44             | - KOR: 204,742 | 35 Girls 5 Concepts |
| «Fingertips» (Pinkrush)            | 2016 | 21             | - KOR: 394,446 | 35 Girls 5 Concepts |
| «Don’t Matter» (Hualyeogangsan)    | 2016 | 30             | - KOR: 253,613 | 35 Girls 5 Concepts |
| «Yum-Yum» (7 go up)                | 2016 | 14             | - KOR: 579,478 | 35 Girls 5 Concepts |
| «At the Same Place» (Girls on Top) | 2016 | 8              | - KOR: 807,282 | 35 Girls 5 Concepts |

## Рейтинг
| Эпизод          | Дата трансляции  | Рейтинги         | Рейтинги    | Рейтинги         | Рейтинги |
| Эпизод          | Дата трансляции  | AGB Nielsen      | AGB Nielsen | TNmS             |          |
| Эпизод          | Дата трансляции  | Общенациональный | Сеул        | Общенациональный |          |
| --------------- | ---------------- | ---------------- | ----------- | ---------------- | -------- |
| 1               | 22 января, 2016  | 1.04%            | N/A         | 0.50%            |          |
| 2               | 29 января, 2016  | 1.56 %           | N/A         | 1.10 %           |          |
| 3               | 5 февраля, 2016  | 1.78 %           | N/A         | 1.50 %           |          |
| 4               | 12 февраля, 2016 | 3.31 %           | 2.75 %      | 3.00 %           |          |
| 5               | 19 февраля, 2016 | 3.48 %           | 3.36 %      | 3.60 %           |          |
| 6               | 26 февраля, 2016 | 3.41 %           | 3.12 %      | 3.60 %           |          |
| 7               | 4 марта, 2016    | 3.78 %           | 4.03 %      | 3.40 %           |          |
| 8               | 11 марта, 2016   | 3.66 %           | 4.78 %      | 3.00 %           |          |
| 9               | 18 марта, 2016   | 2.98 %           | 3.17 %      | 3.10 %           |          |
| 10              | 25 марта, 2016   | 3.69 %           | 4.77 %      | 4.10%            |          |
| 11              | 1 апреля, 2016   | 4.38%            | 4.94 %      | 3.70 %           |          |
| Средний рейтинг | Средний рейтинг  | 3.01%            | —           | 2.70%            |          |

## Международная трансляция
- В Японии первый эпизод Produce 101 вышел в эфир через Mnet Japan 3 апреля 2016 года, после чего каждую пятницу начинались 11 недель, начиная с 8 апреля[41].
- В азиатском и североамериканском регионе первый эпизод Produce 101 был показан по каналу Chanell M 4 мая 2016 года, а затем по 11 недель каждую среду, начиная с 11 мая[42].

## После шоу
- I.O.I дебютировали с мини-альбомом Chrysalis 4 мая 2016 года[43].
  - Несколько участниц группы возобновили деятельность в своих агентствах:
    - Чон Чэён (вместе с Хи Хиён) вернулись в DIA и выпустили первый мини-альбом Happy Ending 14 июня 2016[44].
    - Ким Сечжон и Кан Мина (вместе с Ким Наён) дебютировали в Gugudan с мини-альбомом Act. 1 The Little Mermaid 28 июня 2016[45].
    - Ю Ёнчжон была объявлена новой участницей южнокорейско-китайской гёрл-группы Cosmic Girls и выпустил свой второй мини-альбом The Secret 17 августа 2016 года[46].
    - Лим Наён и Чжоу Цзецюн дебютировали в гёрл-группе Pristin с первым мини-альбомом Hi! Pristin 21 марта 2017. Pristin были расформированы 24 мая 2019 года. Чжоу Цзецюн осталась в Pledis Entertainment, а Лим Наён покинула агентство.
    - Ким Чонха дебютировала сольно 7 июня 2017 года с мини-альбомом Hands on Me с заглавным треком «Why Don’t You Know» с участием Nucksal[47].
    - Ким Доён и Чхве Ючжон дебютировали в гёрл-группе Weki Meki с мини-альбомом Weme 8 августа, 2017[48].

  - Семья Ким Сохе решила выкупить её контракт с RedLine Entertainment, а затем создала новое агентство S&P (Shark & Penguin) Entertainment[49].
  - Саб-юнит I.O.I выпустили цифровой сингл «Whatta Man» 8 августа 2016[50].
  - I.O.I выпустили последний мини-альбом Miss Me?

17 октября 2016.
- - I.O.I должны были вернуться в октябре 2019 года с девятью участниками, исключая Ю Ёнчжон и Чон Соми управлением Swing Entertainment и Studio Blu. Однако проект был отменен из-за конфликта графика.
- Другие участницы

I.B.I были сформированы из 5 отстраненных стажеров, они выпустил их первый сингл «MOLAE MOLAE» 18 августа. Они известны как «сестринская группа I.O.I» в рамках LOEN Entertainment.
- - Хан Хери (12 место)
  - Ли Сухён (13 место)
  - Ким Сохи (15 место)
  - Юн Чэкён (16 место)
  - Ли Хэин (17 место)
- Ли Сухён (13-е место) покинула SS Entertainment в мае 2106 года после судебного разбирательства[53].
- Ким Сохи (15-е место) из The Music Works первоначально попала в официальный состав участников корейской драматической экранизации популярного японского аниме The Idolmaster, но отступила[54]. Позже она присоединилась к C.I.V.A вместе с Юн Чэкён[55]. Она дебютировала с мини-альбомом The Fillette 8 ноября 2017 года с заглавным треком «Sobok Sobok» с участием Ези из Fiestar. Она покинула The Music Works 11 июля 2019 года. Затем она подписала контракт на n.CH Entertainment и присоединилась к NATURE 8 октября 2019 года.
- Юн Чэкён (16-е место) DSP Media выпустил цифровой сингл в сотрудничестве с Чэкён «Clock» в мае 2016 года[56]. В июле 2016 года она присоединилась к группе проктной герл-группе C.I.V.A, которая была результатом шоу «Momentumentary The God of Music 2». Она была добавлена в качестве участницы герл-группы DSP Media APRIL в апреле 11 ноября 2016 года[57].
- Ли Хэин (17-е место) покинула SS Entertainment в мае 2016 года после месяца юридической битвы. Вместе с Ли Сухён она позже появилась в эпизодической роли в фильме «Бог музыки 2». Хэин сыграла второстепенную роль в ремейке корейской дорамы в 2016 году «Что-то около 1 %». Она также присоединилась как участница реалити-шоу на выживание Idol School[58].
- Участницы дебютировшие в своих группах:
  - Ым Ши Кай вернулась в свою гонконгскую женскую группу As One (AS 1) и выпустила сингл «Hey Ya!» (헤이 야) 4 мая 2016 года.
  - Ки Хи Хен (Кэти) присоединился к DIA вместе с Чон Чэён, а позже стала лидером группы. Они выпустили свой первый мини-альбом Happy Ending 14 июня 2016 года.
  - Квон Ынби официально присоединилась к CLC в июне 2016[59].
  - Пак Хэён, Ким Мисо и Хео Сэм (теперь Суён) дебютировали с A.DE в компании 2able со своим первым синглом «Strawberry» 19 июня 2016 года[60].
  - Ким Минджи, Ли Джинхи, Пак Сехи, Ким Хённын и из Kconic Entertainment, дебютировали в группе Bulldok с синглом «Why Not» 20 октября 2016 года.
  - Кан Кёнвон, Кан Йебин, Ким Минкён и Чон ЫнУ из Pledis Entertainment выпустили цифровой сингл «We» 28 июня 2016 года и дебютировали в составе женской группы Pristin и выпустили свой первый мини-альбомо Hi! Pristin 21 марта 2017 года. Pristin распались 24 мая 2019 года, когда несколько человек покинули Pledis Entertainment. 3 ноября 2019 года девушки дебютировали в группе Hinapia. 21 августа 2020 года группа была расформирована, предположительно из-за финансовых трудностей, вызванных пандемией коронавируса.
  - Ким Тэха покинула Starship Entertainment и присоединилась к Dublekick Entertainment и была объявлена новой участницей Momoland 4 апреля, 2017.
  - Чон Хэрим дебютировалав гёрл-группе Weki Meki 8 августа 2017.
  - Ли Со Чжон покинула LOUDers Entertainment, и подписала контракт с Fantagio. Она появилась в клипе Astro «Confession» в ноябре 2016 года и дебютировала с Weki Meki 8 августа 2017 года.
  - Ли Сумин покинула Fantagio в апреле 2016 года[61][62]. Она появилась в качестве участника 6-го сезона K-pop Star[63]. В апреле 2017 года она подписала контракт с LOEN Entertainment[64]. Она появилась в программе JTBC & YG Survival под названием Mix9Nine вместе с другими стажерами LOEN. LOEN планировал дебютировать с ней в 2018 году вместе с другим участником Produce 101 Пак Соён в новой женской группе.
  - Пак Соён готовилась к дебюту в 2018 году с женской группой Loen.
  - Ким Чжа Ён покинула Happy Face Entertainment, и подписала контракт с Trivus Entertainment, и дебютировала в 1NB 29 ноября 2017 года. 27.04.2018 группа была расформированна.
- Участницы дебютировшие сольно
  - Хван Инсон выпустила сингл «Emoticon» 28 апреля 2016 года.
  - Ким Учжон дебютировал под именем D.A.L в качестве сольного исполнителя 4 августа 2016 года с синглом «Fireworks» с участием Ким Чжехо из Histori под именем Bignose.
  - Ким Джуна дебютировала в качестве сольного исполнителя 12 сентября 2016 года с синглом «Summer Dream».
  - Кан Сира выпустила сингл «Don’t Wanna Forget» 18 января 2017.
  - Кан Сивон (36-е место) дебютировала в апреле 2019 года с синглом «Click Click».
- Чон Соён позже участвовала реалити-шоу на выживании Unpretty Rapstar 3. Она дебютировала 5 ноября 2017 года с синглом «Jelly». Она дебютировала в новой гёрл-группе от Cube Entertainment (G)I-DLE.
- Ким Шихён присоединилась к YeuHua Entertainment в апреле 2016. Затем она приняла участие в реалити-шоу Produce 48. Она дебютировала с EVERGLOW 18 марта 2019 года.
- Им Хесан присоединилась к гоу к The Uni+ и женской группе H.U.B.
- Ли Сумин покинул FAVE Entertainment и подписал контракт с Mystic Story Entertainment.
- Ю Суа (53-е место) в настоящее время в Krazy Ent. Она является участницей преддебютной гёрл-группы OAHSIS, а 16 ноября дебютировала в гёрл-группе AQUA.